# 太田渉子
太田 渉子（おおた しょうこ、1989年7月27日 - ）は、日本の元障害者スキー選手、パラテコンドー選手。ソフトバンク所属。スキー選手としては、日立ソリューションズ「チームAURORA（アウローラ）」スキー部に所属した。山形県尾花沢市出身。

## 来歴
1989年に先天性左手全指欠損という障害を持って生まれる。小学校3年で地元スポーツ少年団に入り、スキーを始める。中学生時の2003年に日本障害者スキー連盟の強化指定選手になり、2004年よりW杯カナダ大会よりクロスカントリー、バイアスロンのワールドカップに参戦。
2005年のアメリカ世界選手権ではリレーで銅メダルを獲得、同年のW杯イタリア大会でも3位入賞。2006年2月、トリノパラリンピックに日本選手団史上最年少で出場し、バイアスロン12.5km立位で銅メダルを獲得。その後2006年9月より山形県立北村山高等学校を休学し、スキーと語学取得のためフィンランドのソトカモ高校に留学した。
2007年シーズン、W杯フィンランド大会のバイアスロン12.5km立位で初優勝。同シーズンはバイアスロンでシーズン総合優勝を達成した。
2008年シーズン、W杯フィンランド大会のクロスカントリースキー・クラシカルのスプリントで優勝。ノルウェー大会ではクラシカルのショート、スプリントともに優勝。同シーズンのクロスカントリー総合2位。
2009-10シーズンはW杯フランス大会バイアスロンロングで2位。2度目の出場となった2010年バンクーバーパラリンピックではクロスカントリースキー・クラシカルのスプリントで銀メダルを獲得した。その後、フィンランド留学を終えて北村山高校に復学し、卒業。6月16日に日立システムに入社。
2011-12シーズンはW杯のバイアスロンで7度、クロスカントリースキーで6度の表彰台を獲得し、クロスカントリースキーシーズン総合で2位に入った。
2012-13シーズンはバイアスロンでアメリカ大会ショートの優勝を含む4度の表彰台、クロスカントリースキーでは3度の表彰台を獲得。バイアスロンでシーズン総合3位に入った。
2013-2014シーズンはワールドカップ第１戦カナダ大会でクロスカントリースキー ミドル クラシカル 5kmとスプリント クラシカル 1.25kmで2位。そして2014年ソチパラリンピックに出場。日本代表の旗手も務めた。
2014年4月16日に山形県庁でスキー競技からの引退を表明。
2015年、パラテコンドーに趣味として取り組み始める。しかし、社会的な認知度の低さから、選手として活躍することで認知度を高めようと決心し、2018年1月開催の第1回全日本テコンドー選手権大会から出場。2016年と2018年のアジア選手権で銅メダルを獲得し、2019年の世界選手権でも銅メダルを獲得した。
2019年10月にソフトバンクに転職。

## 脚註
1. ↑  “［目指せＴｏｋｙｏ］（３）パラテコンドー　太田渉子選手３０（連載）＝山形”. 読売新聞:  p. 25（山形）. (2000年1月7日)
2. ↑  “冬メダリスト太田渉子、東京はテコンドーでメダルを”. 日刊スポーツ. (2019年2月28日) 2020年9月3日閲覧。
3. ↑  「マスコミ慣れました」パラリンピック銀・太田が卒業式朝日新聞2010年3月29日
4. ↑  宮崎恵理 (2019年6月12日). “第32回　太田渉子（テコンドー）「180度の転身」”.   NHK. 2020年3月27日閲覧。
5. 1 2  “冬メダリスト太田渉子、東京はテコンドーでメダルを”. 日刊スポーツ. (2019年2月28日) 2020年3月27日閲覧。